# Nules
Nules é um município da Espanha na província de Castelló, Comunidade Valenciana. Tem 50,5 km² de área e em 2021 tinha 13 256 habitantes (densidade: 262,5 hab./km²).

## Demografia
| Variação demográfica do município entre 1991 e 2004 | Variação demográfica do município entre 1991 e 2004 | Variação demográfica do município entre 1991 e 2004 | Variação demográfica do município entre 1991 e 2004 |
| --------------------------------------------------- | --------------------------------------------------- | --------------------------------------------------- | --------------------------------------------------- |
| 1991                                                | 1996                                                | 2001                                                | 2004                                                |
| 11533                                               | 11493                                               | 11542                                               | 12065                                               |